# カルデア

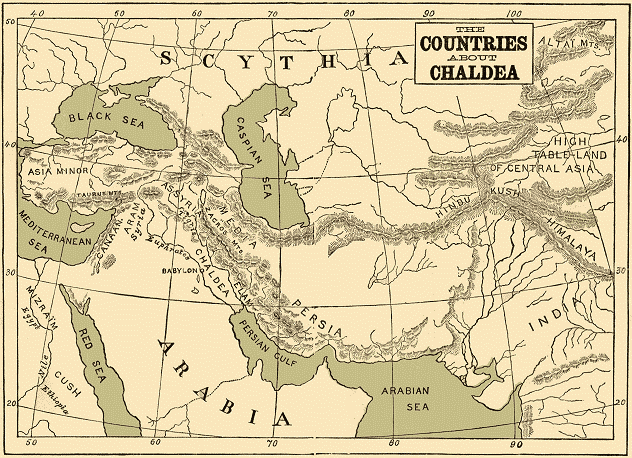
カルデア周辺の諸地方

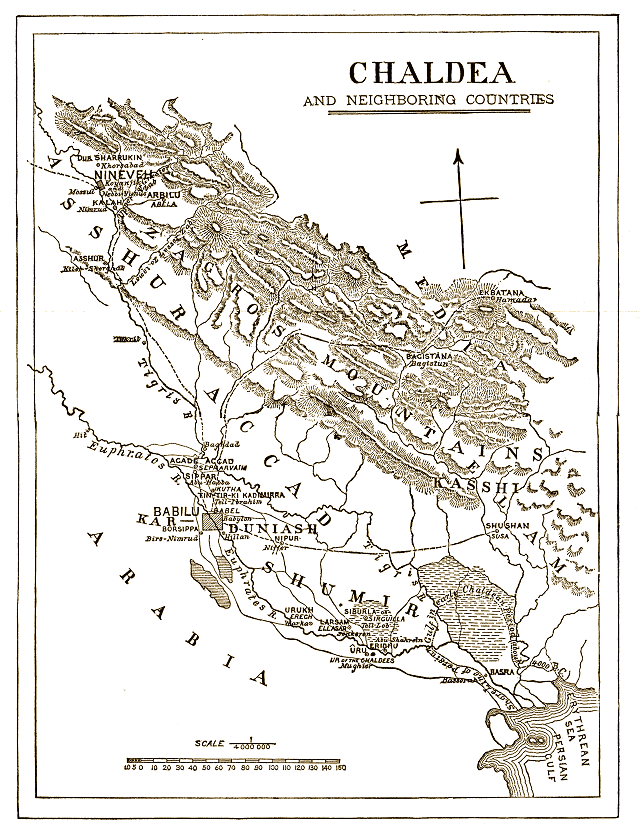
カルデアと近隣の諸地域

カルデア（古代ギリシア語: Χαλδαία、アッカド語: māt Ḫaldu、ヘブライ語: כשדים、アラム語: ܟܠܕܘ）は、メソポタミア南東部に広がる沼沢地域の歴史的呼称である。
紀元前10世紀以降にこの地に移り住んだセム系遊牧民の諸部族はカルデア人と呼ばれるようになった。カルデア人は紀元前7世紀に新バビロニア王国を建国した。

## 概説
短命に終わったバビロン第11王朝（BC6世紀）を、歴史家は慣習的にカルデア王朝、カルデア帝国、あるいは新バビロニア王国と呼ぶ。と言っても、この王朝の歴代の支配者のうち、カルデア人であると分かっているのは最初の4人だけである。最後の支配者ナボニドゥス（そしてその息子であった摂政ベルシャザル）の出自ははっきりしていないが、一説にはアッシリア出身とも言われる。カルデア人が定住した地域はバビロニア南部にあり、主にユーフラテス川の東岸沿いにあった。カルデアという名は一般にメソポタミア南部全域を指す言葉として使われるようになったが、本来のカルデアは実のところ、ユーフラテス川とチグリス川の堆積物によってメソポタミア南東端に形成された、この2つの川の流れに沿った長さ約400マイル、幅およそ100マイルに広がる広大な平原であった。

## カルデア人
ヘブライ聖書ではカルデア人を指して כשדים（カスディム）という言葉が用いられており、七十人訳聖書ではこれをカルデア人と翻訳している。アブラハムの出身地もカスディムのウルと書かれている。
古代ギリシア人がカルデア人（古代ギリシア語: Χαλδαῖος、カルダイオス）と呼んだのは、バビロニアがアケメネス朝ペルシアの支配を受ける前のバビロニアの支配階級であった。現在ではカルデア人がバビロニアの最初の定住民であったとは考えられていないが、ヘレニズム期の歴史家シケリアのディオドロスは、カルデア人を最古のバビロニア人とした。古代世界においてカルデア人は天文学・占星術を発達させていたことで高名であり、「カルデア人の知恵」とは天文学・占星術のことであった。占星術を司るバビロニアの知識階級ないし祭司階級をたんにカルデア人と呼ぶようにもなった。

## 言語
カルデア人が使用した言語はアッカド語のバビロニア方言であった。これはアッシリア・アッカド語と同じセム語であるが、発音と文字に若干変わったところがある。後期にはアッカド語のバビロニア方言もアッシリア方言も話されなくなり、メソポタミア中でアラム語がこれに取って代わった。アラム語は今日までイラクとその周辺国のアッシリア人と呼ばれるキリスト教徒（アッシリア東方教会やカルデア・カトリック教会の信徒）の母語であり続けている（アッシリア現代アラム語、カルデア現代アラム語）。